# 鳳全
凤全（1846年—1905年），字弗堂，噶勒達蘇氏，荆州驻防滿洲鑲黃旗人。清朝驻西藏帮办大臣，1905年在巴塘事变中被杀。

## 生平
同治十二年癸酉科举人出身。光绪年间，凤全曾任职四川省开县等多处州县，剿平匪患，得到岑春煊赏识推荐。1904年5月被委任为清朝驻西藏帮办大臣（继任者联豫），安排驻扎在察木多（昌都）。
凤全在前往察木多到任途中，在巴塘停留三个多月，兴办屯垦、募兵，限制丁林寺僧侣人数。光緒三十一年（1905年）二月二十八日，巴塘发生暴动。凤全先是逃入土司官寨避难。三月一日，凤全率50余人离开土司官寨，在巴塘附近红亭子遭遇袭击，被杀害。谥威愍，于成都敕建专祠。凤全殉难，妻李佳氏（名文珮，字季筠，善画花鸟，载《八旗画录》）悲痛欲绝，葬夫于成都凤凰山，后跳威愍敕建专祠南荷花池尽节（载《有泰驻藏日记》、杨钟羲《雪橋詩話餘集》卷8）。

## 延伸阅读
[在维基数据编辑]
 《清史稿·卷453》，出自趙爾巽《清史稿》